# AiP Media Produktion
AiP Media Produktion AB är ett av Socialdemokraterna ägt medieföretag, grundat 1999 som producerar tidningar, tidskrifter och annat grafiskt material.    
Bolagets huvudverksamhet är nyhetstidningen Aktuellt i Politiken. Tidningen behandlar svensk nationell, internationell och lokal politik och arbetsliv, samhällsekonomi, välfärd, klimat, civilsamhälle och kultur. AiP Media Produktion AB följer även socialdemokratiska partiets och arbetarrörelsens inre organisatoriska och politiska arbete.

## Organisation
AiP Media Produktion AB är ett dotterbolag till Socialdemokraterna. Från starten var T L Ove Andersson verkställande direktör. Han efterträddes den 1 juni 2006 av Bo Sahlin, som tidigare var marknadschef och vice VD. 2019 tog Daniel Färm över som vd. Bolaget har cirka sju anställda journalister och tjänstemän placerade i Stockholm.

## Produktioner
Bland annat har eller har man haft:  
- Aktuellt i Politiken[1]
- Morgon-Tidningen[3]

- Stockholms-Tidningen, lokal tidning (1993–2017)
- Ny Tid i Göteborg, lokal tidning (fram till 2017)
- Facebooksidan ”Sverige inför verkligheten”[4]
- Facebooksidan ”Samtidigt i Sverige”[4]
- Politikkollen.se[5]
- Instagramkontot ”jävla u-land”